# Standfussiana sturanyi
Standfussiana sturanyi är en fjärilsart som beskrevs av Hans Rebel 1906. Standfussiana sturanyi ingår i släktet Standfussiana och familjen nattflyn. Inga underarter finns listade i Catalogue of Life.